# 花花公子 (图画小说)
《花花公子》（英語：The Playboy）是加拿大漫画家切斯特·布朗1990年开始在旗下漫画杂志《美味皮草》连载的自传体图画小说，后于1992年和2013年集合成书重新出版，讲述作者无法自控地对着《花花公子》玩伴模特儿自慰，因此产生强烈的罪恶感和焦虑感。
故事从布朗少年时期首度购买《花花公子》杂志开始，他总是控制不住自己要对着杂志自慰，对此深感罪孽深重，忧心如焚，而且总害怕被人发现，所以一次又一次地把杂志扔掉，但又总忍不住要找回来。这种矛盾痛苦的情绪一直持续到成年，以致他需要在漫画中自我揭露来消除这些感受。布朗在小说中一改20世纪80年代在《快乐小丑埃德》采用的网格布局，排版更加多样和有机化，画风变得简洁。
布朗本打算把《花花公子》写得更长，情节会在现有基础上延续至下一部图画小说《从没喜欢过你》（1994年），但在计划阶段发现这样太过复杂而放弃。小说获得漫画爱好者、评论家及其他漫画家赞誉，但也有评论批评书中美化色情内容。《花花公子》杂志出版商休·海夫納致信布朗，对性革命后长大的他仍会遭受这些困扰和焦虑表示同情。彼得·巴格将书中描述的自慰手法绘成漫画，手法因此得名“切斯特式”自慰。布朗对色情出版物的看法在本书出版后大变，并在20年后的作品《付出代价》中为卖淫业合法化摇旗呐喊。

## 背景
切斯特·布朗（Chester Brown）在加拿大魁北克省蒙特利尔离岛郊区沙托盖长大，这里法语人口占多数，但英语人口也不少，其中布朗就不会说法语。布朗很小就喜欢上漫画杂志，自称少年时就是书呆子。他本打算靠创作超级英雄漫画安身立命，但高中毕业后在漫威漫画和DC漫画求职均告失败。移居多伦多后，布朗发现地下漫画和众多小媒体。1983年，他开始个人出版迷你漫画《美味皮草》（Yummy Fur）。
1986年，多伦多的漩涡漫画出版社开始发行《美味皮草》。凭借超现实主义连环漫画《快乐小丑埃德》（Ed the Happy Clown）在另类漫画领域打响名气后，布朗接触朱莉·多塞特（Julie Doucet）和乔·马特（Joe Matt）的自传漫画作品，决定自行创作。多伦多漫画家赛斯（Seth）是布朗的好友，他的作品促使布朗在20世纪90年代初简化绘画风格。布朗以短篇作品开始试水自传体裁，画面布局逐渐放开，画作渐趋简明。

## 内容
小说中的情节发生在1975年的沙托盖，这里是切斯特·布朗的故乡，他当时15岁。文中详细描述他对《花花公子》杂志玩伴女郎的痴迷，虽然非常害怕被人发现，但私下总克制不住自慰的冲动，事后又感到罪孽深重，有时会把杂志扔掉，但最后又忍不住找回来。成年后，布朗有时还会把丢弃的杂志再买新的回来。
书中大部分情节发生在布朗的青春期，延续到本书开始创作时结束。漫画上布朗拥有类似蝙蝠的翅膀，叙述情节的同时还与青春期时的自己（在书中简称“切特”）互动，仿佛立在肩头的天使或魔鬼。切特自始至终没有对解说情节的布朗有任何反应，看起来只有读者才能看见叙事者。小说以第三人称解说布朗青春期时的经历，成年后改为第一人称。

### 情节概要
小说从教堂开场，解说者相貌与成年后的布朗相同，但长着类似蝙蝠的翅膀。此时切特还在青春期，很想购买之前看到的《花花公子》杂志，解说者在一旁极力鼓动。为避免认识的人发现，切特鼓足勇气后在离家很远的便利店买下杂志。
切特把杂志带回家并用来自慰，然后把书藏到房子附近树林里的木板下面。他对玩伴女郎的痴迷与日俱增，罪恶感也越来越强，之后又按捺不住取回杂志自慰，这样的过程在全书始终反复重演。他的痴迷程度越来越大，以致外出野营获知母亲的死讯后，赶回家第一件事仍然是取回藏在林中的杂志。成年后，他设法买到过去发行的《花花公子》杂志，甚至记得各期杂志的玩伴女郎姓名，但又因心中的罪恶感以及担心女友发现丢弃杂志。这种痴迷对他与女人的关系产生不利影响：与女友见面后，他必须在脑中幻想玩伴女郎才能保持勃起，而且他更喜欢自慰，而非与女友做爱。
文章最后，布朗开始创作本书。哪怕明知友人很快就会看到本文，他还是不愿意同他们谈论这段往事。

## 风格和分析

长着翅膀的解说者鼓动切特购买《花花公子》杂志

20世纪80年代末，布朗对自己的绘画风格已经很不满意。看到约翰·斯坦利（John Stanley）和朋友赛斯作品的简明风格后，布朗决定跟进，并在《快乐小丑埃德》收尾后开始落实。他不再沿用之前的网格布局，使用各种有机形式排版。布朗创作时先完成图案，之后再绘制边框，这样边框就是围绕图片手绘而成，不可能保持规则形状，类似埃尔南德斯兄弟（Hernandez brothers）和罗伯特·克朗姆的创作风格。布朗通过扭曲的人物形象表达情感，但方式与传统漫画不同。例如青春期时的切特遇到父母朋友时会尴尬，但身体不会因此收缩，而是画面视角失真。
切特性格内向，不愿同包括弟弟在内的他人交流，宁愿看色情出版物，他是全书的核心人物，配角出场的时间都不长。
书中详细描述切特对自慰的痴迷，不同寻常的自慰方式引来学术界关注：脸朝下方，用两手的手掌摩擦阴茎，马西··伊莎贝拉（Marcy R. Isabella）认为这就是祈祷的手势。漫画家彼得·巴格（Peter Bagge）将此绘成漫画后，上述自慰手法得名“切斯特式”（the Chester）。布朗非常害怕自慰被他人发现，事后每每后悔不已，所以一次又一次地丢掉杂志，大部分时候都藏在附近树林，但之后总是忍不住取回。布朗野营期间听闻母亲去世的消息，但回到家后第一件事就是取回树林中埋藏起来的《花花公子》。漫画评论家达西·沙利文（Darcy Sullivan）指出，布朗在恋物癖中沉迷的目的，就是摆脱他对母亲和其他女人的痛苦感受。切特对杂志中部插页的黑人玩伴女郎感到惊讶和反感，这也让他意识到自己存在种族主义立场。

彼得·巴格以“切斯特式”自慰

小说创作完成后，布朗看到玩伴女郎的图片时仍有罪恶感，但图书出版让他鼓起勇气克服耻辱感。许多人认为本书旨在谴责色情出版物，但对布朗而言，书中核心却是他对使用色情杂志自慰产生的负罪感。沙利文和达雷尔·埃普（Darrel Epp）认为，本书表明色情出版物中理想化的图像是如何扭曲社会规范和人们对美的期望，例如布朗与女友在一起时，就必须依靠幻想玩伴女郎来保持勃起。布朗本人不认可上述看法，在他看来，书中情节还有不足，没有充分表达他的想法。对他而言，当时交往的女子性魅力尚嫌不足，即便没有《花花公子》杂志，他也会幻想别的女人。
沙利文认为，小说表明布朗对《花花公子》的痴迷已经严重影响他和女人交往。在他看来，本书是20世纪90年代初对性爱主题描述最诚实的漫画作品，同时也是对色情出版物最强烈的揭露，因为书中除主角与《花花公子》杂志的关系外别无他物。他称赞布朗的叙事技巧在小说情节展开期间迅速成熟，虽然文中部分内容未必真实，但在布朗笔下都显得非常可信。布朗承认本书可能会令女权主义者不满，但他自认只是“冲动的受害者”，是《花花公子》杂志导致他在心理上与世隔绝。沙利文断言，小说证明色情出版物所起的作用远不仅是满足需求，还会导致成瘾。布朗的作品提出问题，但又不予回答，沙利文对此颇为赞赏，认为这种处理方法比乔·马特有关痴迷色情出版物的作品更好。马特的作品注重分析，并将他的痴迷合理化，但布朗所做的只是揭示。

## 出版
布朗根据现实生活创作自传体小说，这往往需要写到身边的人，他们有时不认可书中部分描写。例如朋友克里斯（Kris）就对自己在《海尔德》（Helder）中的形象非常不满，布朗又把她的不满写进《展示海尔德》（Showing Helder）。为了避免类似问题，布朗开始以青春期经历作为创作主题，因为那时认识的大部分人都已失去联系。据作者本人透露，他本打算把《花花公子》写得更长，情节会在现有基础上延续至下一部图画小说《从没喜欢过你》（1994年），但在计划阶段发现这样太过复杂而放弃。他还称，自己早已确定书中素材和整体叙事风格，但又想即兴发挥，所以没有事先写出规划大纲。
《花花公子》在漩涡漫画出版的第21至23期《美味皮草》连载，使用的标题是《厌恶》（Disgust）。从1991年的第25期开始，《美味皮草》改在蒙特利尔的绘图和季刊出版社（Drawn and Quarterly）发布，该社于1992年将连环漫画集结成书，书名改为《花花公子》，这也是该社首次出版图画小说。2013年，布朗将全书重新编排并增加注释后再版，同样是绘图和季刊出版社发行。

## 评价和影响
《花花公子》赢得漫画爱好者、评论家及其他漫画家赞誉，并获1991年哈维奖最佳单行本或故事奖提名。1999年，《漫画期刊》评选20世纪百佳英语漫画，“《美味皮草》刊登的自传体漫画”排在第38位，其中包括《花花公子》、《从没喜欢过你》及多部短篇。漫画家吉尔伯特·埃尔南德斯（Gilbert Hernandez）断言，《花花公子》和《从没喜欢过你》很可能是除《鼠族》外最优秀的视觉文学作品。评论家弗兰克·杨（Frank Young）觉得《花花公子》是20世纪90年代初自传体漫画的代表作。达西·沙利文建议严肃对待漫画的读者阅读，称赞小说是“艺术家成长的里程碑”，布朗前后三期连载过程中创作水准越来越成熟。
据布朗本人透露，多位女子认为书中美化色情内容并对此不满。休·海夫納在小说出版后致信布朗，对性革命后长大的他仍会遭受这些困扰和焦虑表示同情。沙利文在《漫画期刊》发文，将《花花公子》和乔·马特同样涉及痴迷色情的自传漫画《偷窥表演》（Peepshow）相比，认为布朗的作品更加出色，对此布朗之后在《漫画期刊》发文反驳沙利文的观点。
小说出版后，布朗对色情出版物的看法大变。《花花公子》创作期间，他对购买色情杂志感到羞愧，20年后，他在《付出代价》（Paying for It）中为卖淫业合法化摇旗呐喊。

### 脚注
1. 1 2 3  Bell 2006，第144頁.
2. 1 2 3 4  Epp 2002.
3. ↑  Juno 1997，第132頁.
4. ↑  Juno 1997，第131頁.
5. ↑  Bell 2006，第146頁.
6. 1 2  Køhlert 2012，第378頁.
7. ↑  Køhlert 2012，第381頁.
8. ↑  Grace & Hoffman 2013，第xviii頁.
9. ↑  Bell 2006，第156頁.
10. ↑  Olmsted 2010，第469頁.
11. 1 2 3 4 5 6 7 8 9 10 11  Sullivan 1991，第50頁.
12. 1 2  Grace & Hoffman 2013，第xx頁.
13. ↑  Sullivan 1991，第50頁; Olmsted 2010，第469頁.
14. 1 2 3  Juno 1997，第136頁.
15. ↑  Santoro 2010.
16. ↑  Wolk 2007，第153頁.
17. 1 2 3  Isabella 2012，第645頁.
18. 1 2  Grace & Hoffman 2013，第xix頁; Bagge 1991，第26頁.
19. ↑  Sullivan 1991，第51頁; Epp 2002.
20. ↑  Sullivan 1991，第49頁.
21. 1 2 3  Sullivan 1991，第51頁.
22. 1 2  Sullivan 1991，第52頁.
23. ↑  Juno 1997，第140頁.
24. 1 2  Rogers 2011，第3頁.
25. ↑  Canadian Art staff 2004，第128頁; Isabella 2012，第644頁.
26. ↑  Santoro 2010; Isabella 2012，第644頁.
27. ↑  Canadian Art staff 2004，第128頁.
28. ↑  Devlin 2013.
29. ↑  Grace & Hoffman 2013，第xx頁; Harvey Awards Executive Committee.
30. ↑  Hatfield 1999，第67頁.
31. ↑  Gravett.
32. 1 2  Beaty 2011，第250頁.
33. ↑  Juno 1997，第139頁.
34. ↑  Farley et. al. 2011，第7頁.

### 书籍和期刊
- Bagge, Peter. Brown, Chester , 编. . Yummy Fur (Vortex Comics). 1991-04, (24): 26. ISSN 0830-4386.
- Beaty, Bart. . Chaney, Michael A.  (编). . University of Wisconsin Press. 2011: 247–259  [2020-07-27]. ISBN 978-0-299-25104-8.
- Bell, John. . Dundurn Press. 2006  [2020-07-27]. ISBN 978-1-55002-659-7.
- Canadian Art staff. . Canadian Art (Maclean-Hunter). Fall 2004, 21 (3): 128. ISSN 0825-3854.
- Grace, Dominick; Hoffman, Eric. . Grace, Dominick; Hoffman, Eric  (编). . University Press of Mississippi. 2013: vii–xxxi. ISBN 978-1-61703-868-6.
- Hatfield, Charles. Spurgeon, Tom , 编. . The Comics Journal (Fantagraphics Books). 1999-02, (210). ISSN 0194-7869.
- Isabella, Marcy R. . Beaty, Bart; Weiner, Stephen  (编). . Salem Press. 2012: 644–646. ISBN 978-1-58765-950-8.
- Juno, Andrea. . . Juno Books. 1997: 130–147. ISBN 0-9651042-8-1.
- Køhlert, Frederik Byrn. . Beaty, Bart H.; Weiner, Stephen  (编). . Salem Press. 2012: 378–381. ISBN 978-1-58765-950-8.
- Olmsted, Jared L. . Booker, M. Keith  (编).  1. ABC-CLIO. 2010: 468–470. ISBN 978-0-313-35748-0.
- Sullivan, Darcy. . The Comics Journal (Fantagraphics Books). 1991-07, (143): 49–52. ISSN 0194-7869.
- Wolk, Douglas. . . Da Capo Press. 2007: 147–155  [2020-07-27]. ISBN 978-0-306-81509-6.

### 会议和网页
- Devlin, Tom. . Drawn and Quarterly. 2013-04-17  [2020-07-27]. （原始内容存档于2015-01-27）.
- Epp, Darell. . Two Handed Man. 2002-01-29  [2009-01-05]. （原始内容存档于2009-01-05）.
- Farley, Melissa; Schuckman, Emily; Golding, Jacqueline M.; Houser, Kristen; Jarrett, Laura; Qualliotine, Peter; Decker, Michele.  (PDF). Psychologists for Social Responsibility Annual Meeting July 15, 2011, Boston, MA. Prostitution Research & Education. 2011-07-15. （原始内容 (PDF)存档于2020-07-10）.
- Gravett, Paul. . Paul Gravett.   [2020-07-27]. （原始内容存档于2020-01-18）.
- Harvey Awards Executive Committee. . The Harvey Awards. Harvey Awards Executive Committee.   [2016-08-29]. （原始内容存档于2016-08-29）.
- Rogers, Sean. . The Comics Journal. Fantagraphics Books. 2011-05-09  [2020-07-27]. （原始内容存档于2018-08-16）.
- Santoro, Frank. . Comics Comics. 2010-10-16  [2013-10-17]. （原始内容存档于2013-10-17）.